# The Townley Discobolus
The Townley Discobolus – kopia posągu Dyskobol autorstwa Myrona wykonana przez anonimowego rzeźbiarza rzymskiego w II wieku, znajdująca się w zbiorach Muzeum Brytyjskiego w Londynie. 
Przedstawia atletę ujętego w momencie spoczynku między dwiema czynnościami – odchyleniem dysku do tyłu, a wyrzuceniem go. 

## Historia posągu
Posąg odnaleziony w 1791 roku w Willi Hadriana we włoskim Tivoli został kupiony w 1792 roku na aukcji przez brytyjskiego antykwariusza Thomasa Jenkinsa i po restauracji wykonanej przez Carla Albaciniego, zakupiony za 400 funtów szterlingów przez brytyjskiego konesera sztuki Charlesa Townleya, który sprowadził dzieło do Londynu. Głowa została odrestaurowana nieprawidłowo – powinna być zwrócona w stronę dysku jak u Myrona.
Po śmierci Townleya w 1805 roku posąg wraz z resztą jego kolekcji został zakupiony w tym samym roku przez Muzeum Brytyjskie.

## Galeria

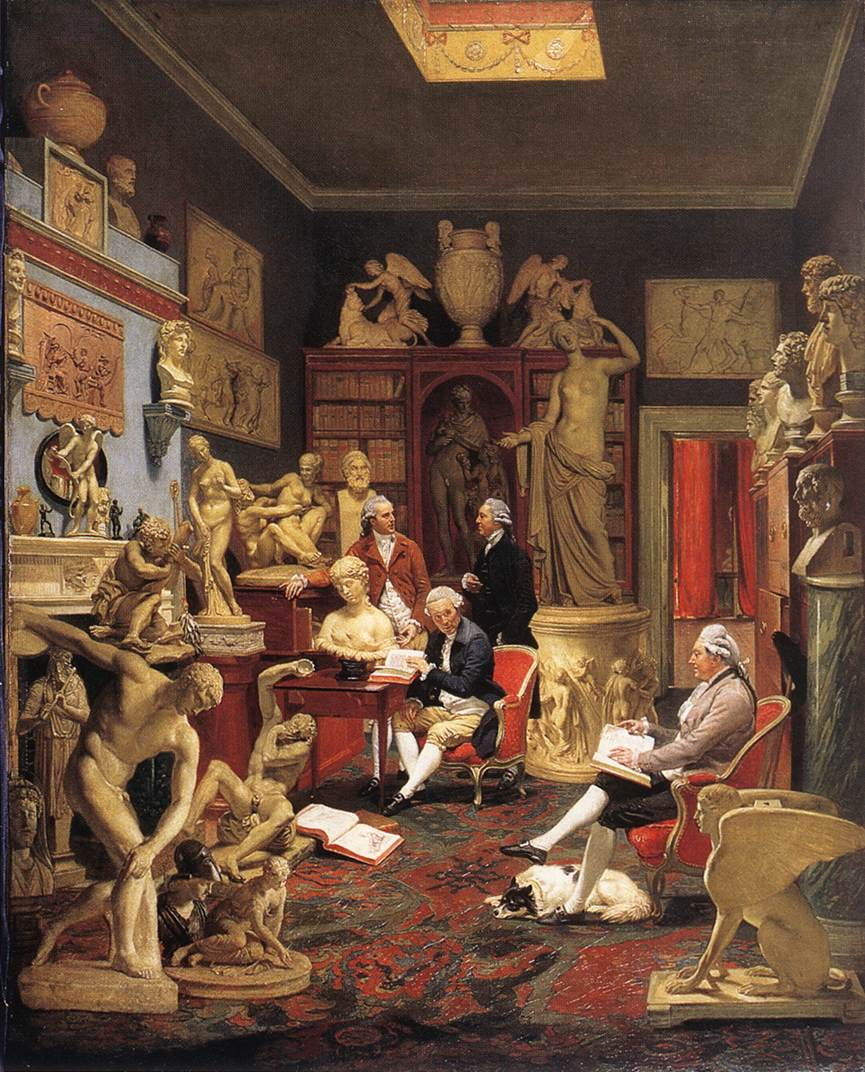
The Townley Discobolus na obrazie Johanna Zoffany’ego
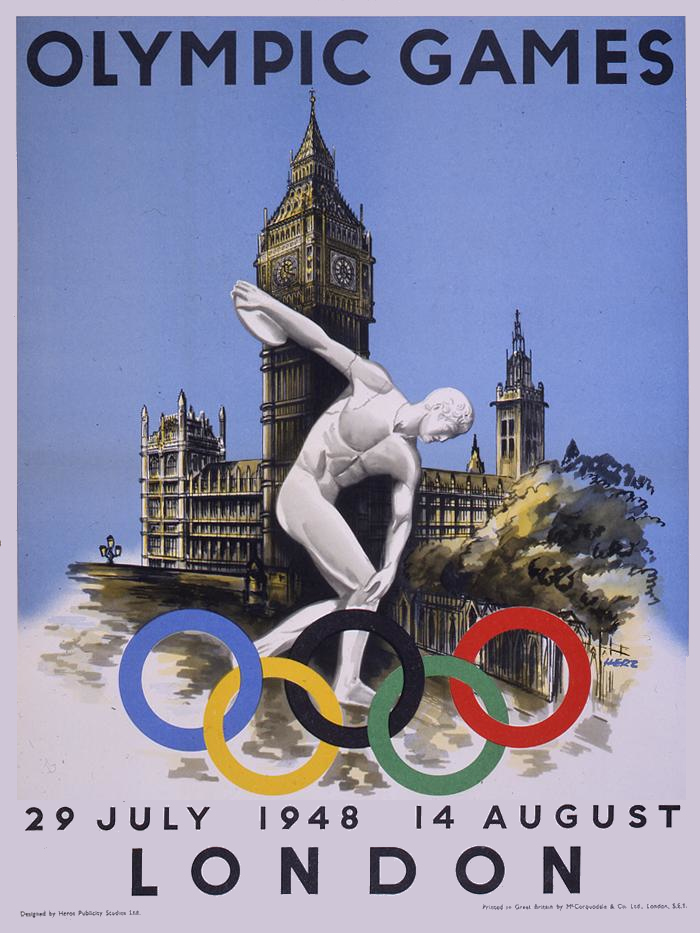
The Townley Discobolus na plakacie promującym LIO 1948 w Londynie